# Brazílie na Letních olympijských hrách 2000
Brazílie se účastnila Letní olympiády 2000. Zastupovalo ji 198 sportovců (106 mužů a 92 žen) v 24 sportech.

## Medailisté
| Medaile | Jméno | Sport            | Soutěž                          |
| ------- | --- | ---------------- | ------------------------------- |
| Stříbro | Adriana Beharová Shelda Bedeová | Plážový volejbal | Turnaj žen                      |
| Stříbro | Zé Marco de Melo Ricardo Santos | Plážový volejbal | Turnaj mužů                     |
| Stříbro | Vicente de Lima Edson Ribeiro André Domingos Claudinei da Silva Cláudio Souza (náhradník) | Atletika         | Muži štafeta 4 × 100 m          |
| Stříbro | Tiago Camilo | Judo             | Muži do 73 kg                   |
| Stříbro | Carlos Honorato | Judo             | Muži                            |
| Stříbro | Robert Scheidt | Jachting         | Men's laser                     |
| Bronz   | Janeth Arcain Alessandra Oliveira Adriana Aparecida Santos Cintia Santos Ilisaine Karen David Lilian Cristina Goncalves Silvia Luz Helen Cristina Luz Claudia Neves Adriana Pinto Kelly Santos Marta Sobral | Basketbal        | Turnaj žen                      |
| Bronz   | André Johannpeter Álvaro Affonso de Miranda Luís Felipe Azevedo Rodrigo Pessoa | Jezdectví        | Parkurové skákání - jednotlivci |
| Bronz   | Torben Grael Marcelo Ferreira | Jachting         | Star                            |
| Bronz   | Fernando Scherer Gustavo Borges Carlos Jayme Edvaldo Valério | Plavání          | Muži štafeta 4×100 volný styl   |
| Bronz   | Adriana Samuelová Sandra Piresová | Plážový volejbal | Turnaj žen                      |
| Bronz   | Leila Barros Virna Dias Erika Coimbra Janina Conceição Kely Fraga Ricarda Lima Kátia Lopes Walewska Oliveira Elisângela Oliveira Karin Rodrigues Raquel Silva Hélia Souza                                   | Volejbal         | turnaj žen                      |